# Andrey Sobolev
Pour les articles homonymes, voir Sobolev.
Andrey Sobolev, né le 27 novembre 1989 à Tashtagol, est un snowboardeur russe spécialisé dans les épreuves de slalom parallèle et de slalom géant parallèle.

## Biographie
Il débute en Coupe du monde en 2007 à Lake Placid et monte sur son premier podium à Jauerling en janvier 2012 dans un slalom parallèle. Il participe en 2014 au slalom géant parallèle et au slalom parallèle des Jeux olympiques de Sotchi en Russie. En 2015, il devient champion du monde du slalom géant parallèle, tandis qu'il obtient la médaille d'argent en slalom parallèle
Il est le frère de Natalia Soboleva, également snowboardeuse.

## Palmarès

### Jeux olympiques d'hiver
| Épreuve / Édition      | Sotchi 2014 | Pyongchang 2018 |
| Slalom parallèle       | 27e         | -               |
| Slalom géant parallèle | 9e          | 18e             |

### Championnats du monde
| Édition/Discipline | Slalom parallèle | Slalom géant parallèle |
| Mondiaux 2011      | 28e              | 28e                    |
| Mondiaux 2013      | 14e              | 17e                    |
| Mondiaux 2015      | Argent           | Or                     |
| Mondiaux 2017      | Bronze           | 33e                    |
| Mondiaux 2019      | 13e              | DSQ                    |
| Mondiaux 2021      | -                | Bronze                 |

### Coupe du monde
- 1 gros globe de cristal :
  - Vainqueur du classement parallèle en 2019.
- 1 petit globe de cristal :
  - Vainqueur du classement slalom géant parallèle en 2016.
- 17 podiums dont 7 victoires.